# Bahnhof Schortens-Heidmühle

Der Bahnhof Schortens-Heidmühle befindet sich in Schortens, Landkreis Friesland in Niedersachsen an der Bahnstrecke Norden–Sande, der Ostfriesischen Küstenbahn.

## Lage
Der Bahnhof befindet sich im Zentrum von Schortens zwischen der Jeverschen Straße und der Mozartstraße. Ca. 20.000 Einwohner der Stadt Schortens leben im Einzugsgebiet des Bahnhofes.

## Bedienung
| Linie | Betreiber    | Zuglauf                                                                                  | Takt        |
| ----- | ------------ | ---------------------------------------------------------------------------------------- | ----------- |
| RB 59 | NordWestBahn | Esens – Burhafe – Wittmund – Bahnhof Jever – Schortens-Heidmühle – Sande – Wilhelmshaven | Stundentakt |

Schortens wird durch die Züge der Linie RB59 der Nordwestbahn GmbH täglich mindestens im Stundentakt befahren, er liegt zwar im Verbund Gebiet des Verkehrsverbund Ems-Jade dessen Tarif kommt jedoch nur im Stadt- und Regionalbusverkehr zur Anwendung, es gilt der Niedersachsentarif.

## Anbindung
Neben dem Eisenbahnverkehr besteht am Bahnhof Anschluss an Regionalbuslinien, zudem befindet sich ein Taxistand, eine Bike-and-Ride- sowie eine Park-and-Ride-Anlage am Bahnhof.

## Infrastruktur
Der Bahnhof verfügt über zeitgemäße Infrastruktur, so befinden sich Dynamischer Schriftanzeiger, Fahrschein Automaten der Nordwestbahn GmbH, Teilbedachung und Vollbeleuchtung am Bahnhof.
Das alte Empfangsgebäude (Alte Ladestraße 1) des Bahnhofs wird von der Stadt Schortens für das Tourismusmarketing und kleinen freiberuflichen Betrieben genutzt.

## Barrierefreiheit
Im Rahmen einer Sanierung wurde der Bahnhof barrierefrei umgebaut, nun verfügt er über einen Aufzug und Blindenleitlinien, Blindenschrift und akustische Ansagen sind jedoch nicht komplett verfügbar.